# کرایسلر رویال (استرالیا)
کرایسلر رویال (استرالیا) (به انگلیسی: Chrysler Royal (Australia)) نام یک اتومبیل ساخت شرکت کرایسلر است که در سال‌های ۱۹۵۷ تا ۱۹۶۴ در استرالیای جنوبی تولید شده‌است. 